# دميترو زابيرتشينكو
دميترو زابيرتشينكو (بالأوكرانية: Забірченко Дмитро)‏ مواليد 15 يونيو 1984 في دروزهكيفكا، الجمهورية الأوكرانية السوفيتية الاشتراكية، الاتحاد السوفيتي، هو لاعب كرة سلة أوكراني. بدأ مسيرته الاحترافية في سنة 2001. يلعب مع نادي أزوفماش لكرة السلة كلاعب هجوم خلفي. يحمل الرقم 11. يبلغ طوله 6 قدم 3.7 بوصة (1.9 م).

## المسيرة الاحترافية
لعب مع نادي أزوفماش لكرة السلة من سنة 2001 إلى 2008، ثم لعب مع نادي بوديفلنيك لكرة السلة من سنة 2010 إلى 2012، ثم لعب مع نادي أزوفماش لكرة السلة في سنة 2012.

## روابط خارجية
- دميترو زابيرتشينكو على موقع الاتحاد الدولي لكرة السلة (الإنجليزية)
- دميترو زابيرتشينكو على موقع الدوري الأوروبي لكرة السلة (الإنجليزية)
- دميترو زابيرتشينكو على موقع كرة السلة الأوروبية.كوم (الإنجليزية)
- دميترو زابيرتشينكو على موقع ريلجم (الإنجليزية)
- دميترو زابيرتشينكو على موقع بروبوليرز (الإنجليزية)
- دميترو زابيرتشينكو على موقع سبورتس رفرنس (الإنجليزية)